# Budai Parkszínpad

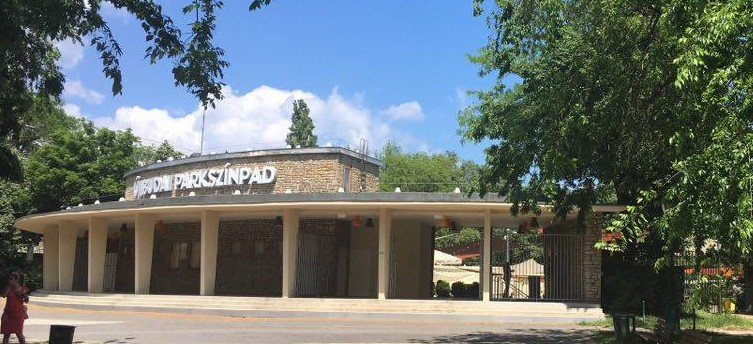
A Budai Parkszínpad (2017)

A Budai Parkszínpad (korábban Bartók Színpad) egy kulturális szórakozóhely Budapest XI. kerületében, a Kosztolányi Dezső tér mellett, a Feneketlen-tónál. 1958-ban épült, tervezői Pálfy Ferenc, Studer Antal és Vitkovits István okleveles építészmérnökök. 1966-ig főként operetteket és esztrádműsorokat adtak elő, de a 70-es 80-as években szabadtéri moziként is működött és az akkori idők „operettjeit”, vagyis a rockmusicaleket is elhozták ide.
A budai nyári kulturális élet abszolút központja volt, hiszen Budán azidőben kőszínház egyáltalán nem volt, így üde folt lehetett a nyári időszakban a színházművészet- vagy mozikedvelő közönségnek ez az intézmény, amit az emléktáblák tanúsága szerint a XI. kerületi tanács, a kerületi tömegszervezetek (KISZ, MSZMP, szakszervezetek), a kerület lakossága és a kerület üzemeinek összefogásával építettek fel.
A 2750 négyzetméteres létesítmény 2200 személyes nézőtérrel rendelkezett, legutóbb 2005-ben adott otthont rendezvényeknek, az azt követő években üresen állt, állapota folyamatosan romlott. 2014 nyarán kezdődött meg a rekonstrukció, miután a Zsigmondkert Kft. megszerezte a komplexum bérleti jogát. A tervek egy többfunkciós közösségi tér kialakítását célozzák, melyben lesz vendéglátó szolgáltatás, az egykori nézőtér padsorai helyett pedig teraszos kiülők várják majd a látogatókat. A felújítás befejeztét 2015 nyarára tervezték. 2015. június elsején csakugyan megnyílt az akkor már tíz éve romosan és elhanyagoltan álló egykori Budai Parkszínpad. Nevét ugyan megtartotta, azonban nem szabadtéri színpadként működik (Fröccsterasz). Az egykori nézőtéren kialakított helyen egyszerre akár 400-600 ember tud háttérzene mellett szórakozni.

## Külső hivatkozások
- Budai Parkszínpad Port.hu
- Életveszélyben a Parkszínpad NépszabadságOnline, 2006. május 25.
- Lebontják a Budai Parkszínpadot Index.hu, 2007. december 6.
- Finisben a Budai Parkszínpad felújítása – képek, MTI, 2015-03-11 (archivált link)